# 감성 컴퓨팅
감성 컴퓨팅(Affective computing)은 인간의 감성을 인지, 해석, 처리할 수 있는 시스템과 장치를 설계하는 것과 관련된 인공지능을 연구하고 개발하는 분야이며, 컴퓨터 과학, 심리학, 인지과학 분야에 걸쳐 있다. 이 분야의 기원은 1995년 로사린드 피카드의 논문에서 기원하는 컴퓨터 과학의 최신 분야인 감성에 대한 철학적인 고찰에까지 거슬러 올라간다. 이 연구의 동기는 감정 이입을 모방하는 능력이며, 이 기계는 인간의 감성 상태를 해석하고 행동을 조절하여 이러한 감성들에 대해 적절한 대응을 해야 한다.

## 같이 보기
- 감정 분석
- 착용 컴퓨터